# Бексли (Охајо)
Бексли (енгл. Bexley) град је у америчкој савезној држави Охајо.

## Демографија
По попису из 2010. године број становника је 13.057, што је 146 (-1,1%) становника мање него 2000. године.
| Група             | 2000.          | 2010.          |
| Белци             | 12.134 (91,9%) | 11.547 (88,4%) |
| Афроамериканци    | 592 (4,5%)     | 771 (5,9%)     |
| Азијати           | 131 (1,0%)     | 195 (1,5%)     |
| Хиспаноамериканци | 121 (0,9%)     | 234 (1,8%)     |
| Укупно            | 13.203         | 13.057         |